# بطولة نوكيا لكرة القدم الأمريكية
كيرجينيا تكانت لعبة بطولة نوكيا لعام 2005 عبارة عن لعبة كرة قدم جامعية أمريكية لما بعد الموسم بين فريق فيرجينيا تك هوكيز ‏ و نمور اوبورن [الإنجليزية] في لويزيانا سوبر دوم في نيو أورلينز، لويزيانا، في 3 يناير 2005. كانت هذه هي النسخة 71 من مسابقة كرة القدم السنوية بطولة نوكيا. مثلت فيرجينيا تك مؤتمر ساحل المحيط الأطلسي (ACC) في المسابقة، بينما مثلت جامعة أوبورن مؤتمر الجنوب الشرقي (SEC). في صراع دفاعي، حقق أوبورن انتصارًا 16-13 على الرغم من حشد المباراة المتأخرة من قبل.
تم اختيار جامعة فرجينيا للتقنية كمشاركة في اللعبة بعد فوزها ببطولة ACC لكرة القدم خلال العام الأول للفريق في المؤتمر. تيك، الذي أنهى 10-2 في الموسم العادي قبل شوجر باول، هزم فرجينيا المصنفة 16 وميامي المصنفة التاسعة في طريقه إلى اللعبة. أنهى أوبورن الموسم العادي دون هزيمة في 12-0. هزم النمور LSU في المرتبة الرابعة وجورجيا في المرتبة الخامسة خلال الموسم، وكانوا واحدًا من خمسة فرق أنهت الموسم العادي دون هزيمة؛ الآخرون هم جنوب كاليفورنيا وأوكلاهوما ويوتا وولاية بويز، مع اختيار USC وأوكلاهوما للعب في لعبة بطولة Bowl Championship Series الوطنية. تم استبعاد أوبورن، بحكم ترتيبه المنخفض في استطلاع BCS ، من البطولة الوطنية وتم اختياره للعب في بطولة نوكيا.
ركزت التغطية الإعلامية للمباراة قبل المباراة على استبعاد أوبورن من مباراة البطولة الوطنية، وهي نقطة خلافية لمشجعي أوبورن في الأسابيع التي سبقت المباراة. تم تحقيق الكثير من ذلك ونجاح ظهور أوبورن المتسابق كارنيل ويليامز وروني براون، وكان كل منهما يعتبر من بين الأفضل في منصبه. على جانب Virginia Tech ، حقق لاعب الوسط بريان راندال موسمًا حطم الأرقام القياسية. كان لدى كلا الفريقين أيضًا دفاعات عالية المستوى، كما تم ذكر ظهور Tech في 2000 Sugar Bowl في الفترة التي تسبق المباراة.
بدأ مهرجان بطولة نوكيا لعام 2005 في 3 يناير 2005 الساعة 8:00 مساء EST . في أوائل الربع الأول، تقدم النمور 3-0. بعد اعتراض دفاع أوبورن، مدد النمور تقدمهم إلى 6-0. في الربع الثاني، نتج عن هدف ميداني آخر ثلاث نقاط للنمور. في الشوط الأول، قاد أوبورن، 9-0. افتتحت أوبورن الشوط الثاني بمحرك لمسها الوحيد للعبة، مما أعطى أوبورن تقدمًا بنسبة 16-0، والذي احتفظ به حتى الربع الرابع. في ذلك الربع، سجل Tech أول هبوط له في اللعبة لكنه لم يحول المحاولة ذات النقطتين، مما جعل النتيجة 16-6. في وقت متأخر من الربع، قطع لاعب الوسط الفني بريان راندال تقدم أوبورن إلى 16-13 في تمريرة 80 ياردة أدت إلى هبوط آخر. مع عدم وجود وقت تقريبًا في اللعبة، حاولت Virginia Tech تنفيذ ركلة جانبية للحصول على فرصة أخرى للهجوم. عندما استعاد أوبورن الركلة، نفد النمور عقارب الساعة وحققوا الفوز. تقديراً لأدائه الفائز باللعبة، تم اختيار لاعب الوسط في أوبورن جيسون كامبل كأفضل لاعب في اللعبة.
على الرغم من فوز أوبورن والموسم الذي لم يهزم، لم يتم اختيارهم كأبطال قوميين. ذهب هذا الشرف إلى جامعة جنوب كاليفورنيا، التي هزمت أوكلاهوما في بطولة 2005 الوطنية، 55-19. صوت ثلاثة ناخبين في استطلاع أسوشيتد برس الأخير للموسم أوبورن على أنه الفريق الأول في البلاد، لكن أصواتهم لم تكن كافية لحرمان جامعة جنوب كاليفورنيا من بطولة وطنية، كما صوت أعضاء أسوشيتد برس واستطلاعات المدربين. تم اختيار العديد من اللاعبين من كل فريق في مسودة اتحاد كرة القدم الأمريكية لعام 2005 واستمروا في وظائفهم في الدوري الوطني لكرة القدم.

## اختيار الفريق
حصل كل من فيرجينيا تك واوبورن على نقاط تلقائية في البطولة BCS بسبب وضعهم كأبطال، وتم اختيارهم من قبل بطولة نوكيا 2005. أنهت فيرجينيا تك الموسم 10-2 وحصلت على لقب بطلة كرة القدم ACC بطلة لعامها الأول في المؤتمر. في غضون ذلك، أنهى أوبورن الموسم دون هزيمة في 12-0، وحصل على لقب بطل لجنة الأوراق المالية والبورصات. اندلع الجدل حول اختيار أوبورن، حيث حرم النمور من الحصول على مكان في مباراة البطولة الوطنية لصالح فريقين آخرين لم يهزموا: جامعة جنوب كاليفورنيا (USC) وأوكلاهوما.

### جامعة فرجينيا للتكنولوجيا

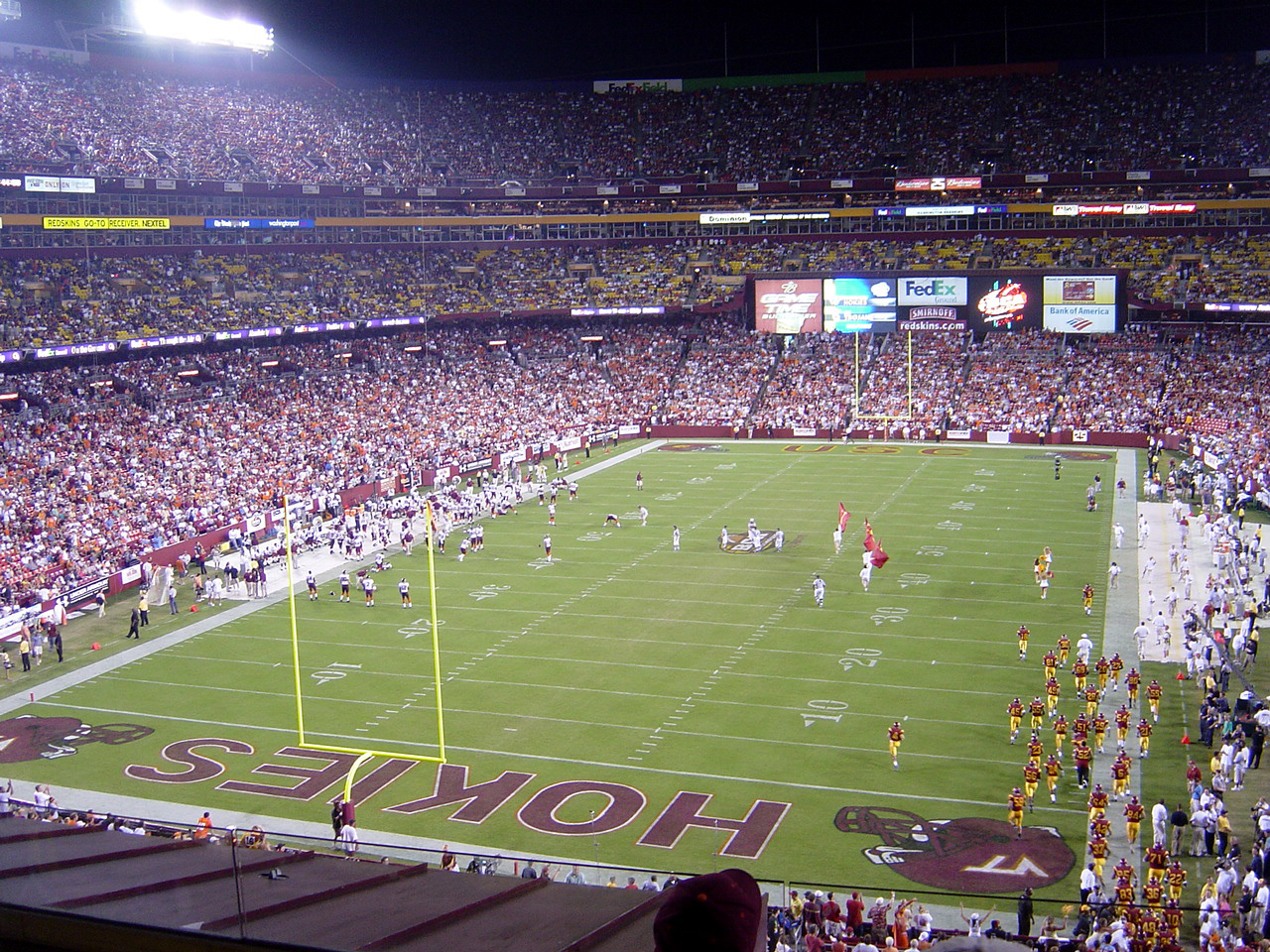
بدأت Virginia Tech موسم كرة القدم الجامعية لعام 2004 بمباراة ضد فريق طروادة USC المصنف رقم 1. لقد خسروا، 13-24.

دخل فريق فيرجينيا تك هوكيز موسم كرة القدم الجامعية لعام 2004 بعد أن ذهب 8-5 في عام 2003، وبلغت ذروتها بخسارة 52-49 أمام كاليفورنيا في إنسايت باول 2003. كان موسم 2003 هو العام الأخير لـ فيرجينيا تك في مؤتمر Big East ، وبدأت Tech الموسم الجديد في مؤتمر ساحل المحيط الأطلسي. بدأت Tech الموسم بدون ترتيب لأول مرة منذ عام 1998، وتم اختيارها لتحتل المركز السادس (من بين 11 فريقًا من فريق ACC) في استطلاع ACC التحضيري السنوي الذي عقد في يوليو. كانت أول لعبة لهوكي في مؤتمرهم الجديد عبارة عن مسابقة بدون مؤتمر في ساحة فيديكس في لاندوفر، MD. ضد أحصنة طروادة USC الأعلى مرتبة. خسرت تك، 24-13،  لكنها تعافت لتفوز في مباراتها التالية - ضد غرب ميشيغان الذي لا يحظى باحترام كبير - بطريقة انفجار، 63-0. في أول لعبة مؤتمر لها في ACC ، تغلب هوكيز على Duke ، 47-17، لتحسين الرقم القياسي 2-1. تبع فوزهم الأول في ACC هزيمتهم الأولى، مع ذلك، حيث خسر هوكيزالأسبوع التالي أمام ولاية كارولينا الشمالية، 17-16، عندما أخطأ لاعب التكنولوجيا براندون بيس هدفًا ميدانيًا في الثانية الأخيرة.
بعد الخسارة، كانت فيرجينيا تك 2–2 في الموسم، وواجهت احتمال كونها غير مؤهلة لمباراة ما بعد الموسم إذا لم تحسن نسبة فوزها. فاز الهوكي بالمباريات الثمانية التالية، وأنهوا الموسم بتسجيل 10-2. مع فوزها في أواخر الموسم على منافستها الدائمة، فرجينيا المصنفة رقم 16،  وزميلها الوافد الجديد في فريق ACC ، ميامي في المرتبة التاسعة،  فازت Virginia Tech ببطولة كرة القدم ACC (العام الأخير الذي تقرر فيه بدون مؤتمر بطولة) ومحاولة للحصول على لعبة Bowl Championship Series .  نظرًا لأن وجهة الوعاء العادية لـ ACC ، وهي Orange Bowl ، كانت تستضيف لعبة البطولة الوطنية، فقد تم اختيار Virginia Tech لحضور Sugar Bowl في نيو أورلينز، لويزيانا، بدلاً من ذلك.

### أوبورن
ذهب أوبورن، مثل فيرجينيا تك، 8-5 خلال موسم كرة القدم الجامعية 2003 ،  ودخل موسم 2004 بتوقعات عالية. كان النمور يستخدمون مخططًا هجوميًا جديدًا - هجوم الساحل الغربي - وتفاخروا بظهورين متسابقين على أعلى مستوى في الهجوم. في أول مباراة له في موسم 2004، تغلب فريق أوبورن لكرة القدم المصنف 18 على جامعة لويزيانا مونرو، 31-0. كان أول إغلاق لأوبورن منذ عام 2002. بعد أسبوع واحد، دعم النمور بدايتهم الجيدة بانتصار مؤكد 43-14 على جامعة ولاية ميسيسيبي ، خصم المؤتمر الجنوبي الشرقي. في الأسبوع الثالث من الموسم، واجهت أوبورن أول تحدٍ لها في موسم الشباب، أمام رابع ولاية لويزيانا نمور ولاية. في صراع دفاعي عنيف، فاز أوبورن، 10-9، عندما أضاع نقطة إضافية بعد ركلة جزاء.
بعد انتصار سهل 33-3 على القلعة،  واجهت أوبورن المرتبة الثامنة في ولاية تينيسي. أجبر دفاع النمور ستة تحولات في طريقهم للفوز 34-10. مع الفوز على تينيسي، حقق أوبورن أربعة انتصارات أخرى وأصبح مرشحًا بارزًا لإدراجه في لعبة البطولة الوطنية. في الأسبوع الحادي عشر من الموسم، واجهت أوبورن المرتبة الخامسة جورجيا بلدغ. بعد جهد دفاعي أبقى جورجيا بدون أهداف حتى أواخر الربع الرابع، فاز فريق النمور في المرتبة الثالثة بنتيجة 24-6. بعد هزيمة ألاباما في آخر مباريات الموسم العادي، دخل أوبورن في مباراة بطولة SEC دون هزيمة وفي المركز الثالث على الصعيد الوطني. على الرغم من هزيمة النمور على المتطوعين، 38-28، في مباراة بطولة المؤتمر، بقي أوبورن في المركز الثالث لأن كلاً من USC وأوكلاهوما لم يهزموا أيضًا. مع اختيار USC واوكلاهوما للعب في لعبة البطولة الوطنية، تم إجبار اوبورن على بطولة نوكيا.  مع فوز الفائز بلعبة بطولة BCS بالمركز الأول في استطلاع المدربين، كان معجبو أوبورن يأملون في أن يؤدي الجمع بين فوز ساحق للنمور في بطولة نوكيا مع أوكلاهوما وهزيمة USC بأداء ضعيف إلى عدد كافٍ من الناخبين في استطلاع AP لوضع أوبورن متقدمًا على أوكلاهوما في الاستطلاع النهائي. كانت النتيجة أن تكون بطولة وطنية مقسمة على غرار ما حدث في الموسم السابق.

## التراكم ما قبل المباراة
في الأسابيع التي سبقت المباراة، ركزت التغطية الإعلامية للعبة على استبعاد أوبورن من مباراة البطولة الوطنية، وهي نقطة مثيرة للجدل لمشجعي أوبورن والمراقبين الآخرين في الأسابيع التي سبقت المباراة. بالإضافة إلى ذلك، تفاخر كلا الفريقين بالدفاعات عالية المستوى التي قدمت أداءً جيدًا خلال العام. لقد قيل الكثير عن هذه الحقيقة ونجاح ظهور أوبورن المتسابق كارنيل ويليامز وروني براون، وكان كل منهما يعتبر من بين أفضل اللاعبين في مركزهم. على جانب فيرجينيا تك، قدم لاعب الوسط براين راندل أداءً جيدًا لفريق هوكيز خلال الموسم العادي وكان من المتوقع أن يواصل نجاحه في بطولة نوكيا.

### جدل الترتيب
بعد فترة وجيزة من مرحلة ما قبل النهائية لعبة عاء أطلق سراح الترتيب السلطانية بطولة السلسلة في 4 ديسمبر، كان أوبورن بين عدة فرق الساخطين على النظام. واحدة من هؤلاء كانت ولاية كاليفورنيا، التي خسرت فقط أمام USC الأعلى تصنيفًا، لكنها رُفضت عرضًا لجائزة Rose Bowl المرموقة بعد أن قفزتها تكساس في التصنيف العالمي على الرغم من امتلاكها لنفس السجل. اضطر Golden Bears إلى حضور Holiday Bowl الأقل جاذبية بدلاً من ذلك. في غضون ذلك، أكمل نمور أوبورن أول موسم عادي حقق 12 فوزًا وفازوا بأول بطولة مؤتمرات لهم منذ 15 عامًا، ولكن في تصنيفات BCS النهائية، احتلت أوبورن المركز الثالث، خلف USC وأوكلاهوما. كانت هذه هي المرة الأولى منذ إنشاء BCS في عام 1998 التي لم تهزم فيها ثلاثة فرق كرة قدم جامعية كبيرة المؤتمرات في ختام الموسم العادي. اعتبر بعض النقاد والمشجعين أن فشل أوبورن في الوصول إلى مباراة البطولة يعتمد على حقيقة أن النمور قد بدأوا بترتيب أقل في بداية الموسم. كان النمور قد احتلوا المرتبة 17 في بداية الموسم، بينما احتل فريق USC المرتبة الأولى وأوكلاهوما في المرتبة الثانية، وهي نفس المواقع التي احتلوها في نهاية الموسم العادي. 
وأشار كتّاب الرياضة أيضًا إلى جدول مؤتمرات النمور الأكثر صرامة عند مقارنته ببرنامج USC وأوكلاهوما. وعلق مفوض لجنة الأوراق المالية والبورصات مايك سليف قائلاً: «إذا تأهل أوبورن لهذا الدوري دون أن يهزم، فإنهم يستحقون اللعب في البطولة الوطنية». يبدو أن فرانك بيمر، مدرب Virginia Tech ، في الفترة التي تسبق المباراة، وافق على التقييم، قائلاً: «بدأنا بلعب فريق Southern Cal وأعتقد أن فريق Auburn هذا أفضل.»  أشار بعض الكتاب أيضًا إلى فوز USC بخمس نقاط - والذي كافح فيه حصان طروادة - على منافسه UCLA كمؤشر على أن فريق Tigers يمكن أن يكون الفريق الأفضل. في النهاية، لم تتمكن مثل هذه الحجج من التأثير على الناخبين، الذين احتلوا المرتبة الأولى في جامعة جنوب كاليفورنيا، وأوكلاهوما في المرتبة الثانية، وأوبورن في المرتبة الثالثة في جميع الاستطلاعات الرئيسية التي قررها الناخبون من البشر. تلقى Utes ، الذين لم يهزموا أيضًا في ختام الموسم العادي، اهتمامًا محدودًا لأنهم كانوا أعضاء في مؤتمر غير BCS.
بسبب الجدل الدائر حول فشل أوبورن في الحصول على فرصة للعب في البطولة الوطنية والخلافات التي تنطوي على فرق الضغط من أجل تحسين التصنيفات في الاستطلاع، أرسلت وكالة أسوشيتد برس أمرًا بالإيقاف والكف إلى مسؤولي BCS ، منعتهم من استخدام استطلاع AP في حساب تقييمات BCS.

### جريمة أوبورن

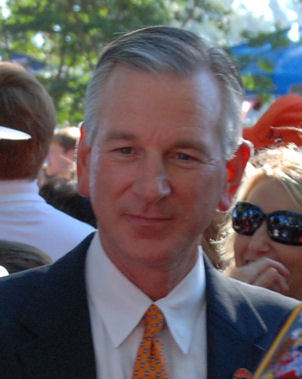
حصل تومي توبرفيل ، مدرب أوبورن ، على جائزة أفضل مدرب للعام قبل بطولة شوجر باول.

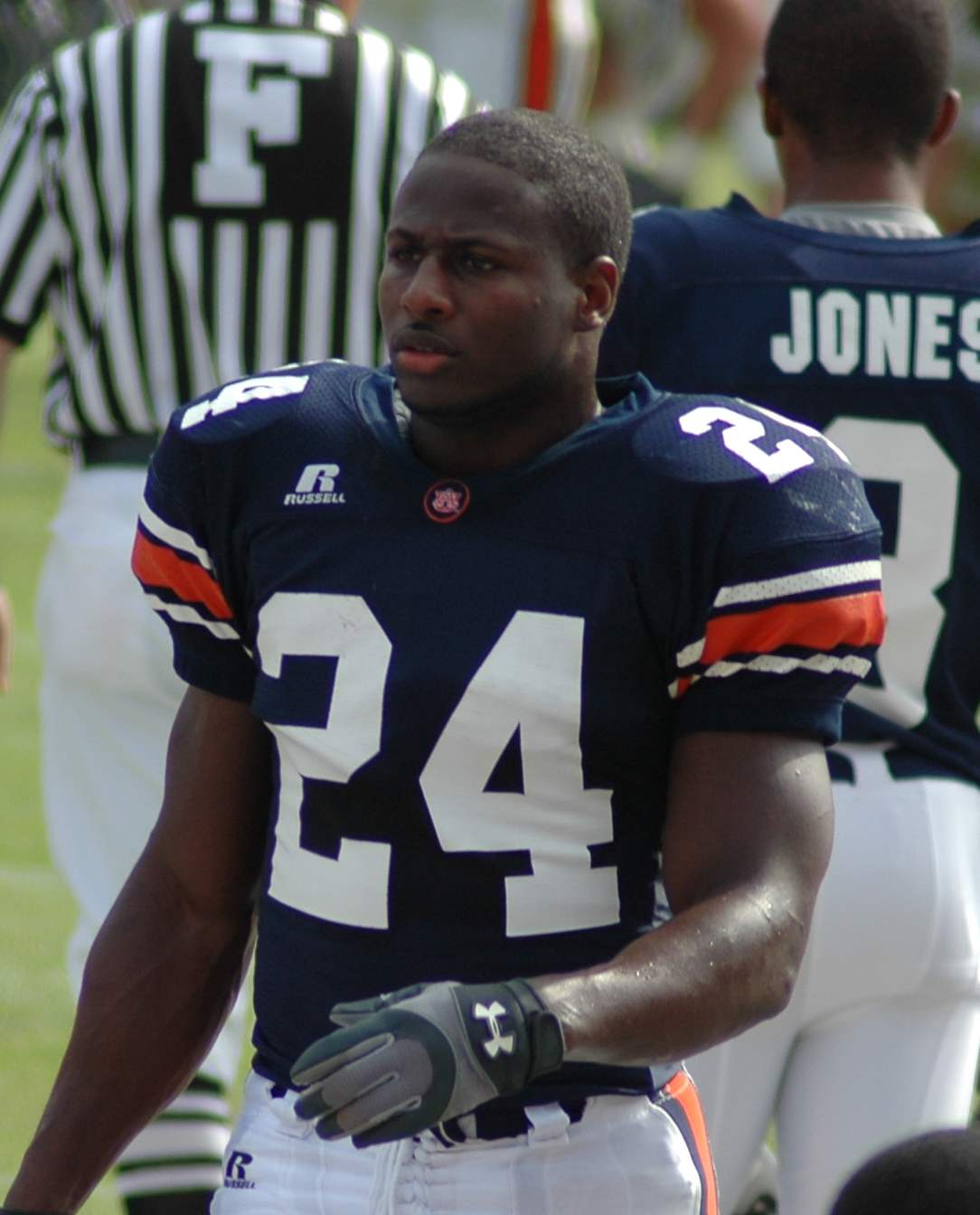
أوبورن يركض إلى الخلف كارنيل وليامز كان واحدا من نجوم الجريمة أوبورن خلال موسم 2004.

تم اختيار المدرب الرئيسي في أوبورن تومي توبرفيل كأفضل مدرب في وكالة أسوشيتد برس في 24 ديسمبر، ويرجع ذلك إلى حد كبير إلى نجاحه في استخدام هجوم أوبورن الجديد على الساحل الغربي لقيادة النمور إلى موسم عادي غير مهزوم 12-0. رداً على نجاحه، وافق مديرو أوبورن على 16 دولارًا لمدة سبع سنوات مليون عقد مع Tuberville قبل Sugar Bowl. خطط توبرفيل لجريمة أنهت الموسم العادي بمتوسط 33.4 نقطة و 430.8 ياردات من إجمالي المخالفة لكل لعبة.
تصدرت هجوم أوبورن في الملعب لاعب الوسط جايسون كامبل. أنهى كامبل الموسم العادي بـ 2,511 ياردة و 19 الهبوط، على بعد مسافة قصيرة من ربط سجل أوبورن لمعظم الهبوط في موسم واحد. كان كامبل في المركز الثاني في مؤتمر الجنوب الشرقي في تمرير الياردات لكل لعبة (209.2)، وكان اختيار الفريق الأول All-SEC.
هجوم أوبورن المتسرع قاده اثنان من الركضين المرموقين: كارنيل ويليامز وروني براون. ركض الرجلان، جنبًا إلى جنب مع قورتربك كامبل، لـ 15,739 ياردة و 129 هبوط مهني قبل Sugar Bowl. قاد ويليامز لجنة الأوراق المالية والبورصات في جميع الأغراض (137.2 ياردة لكل لعبة) ومتوسط الياردات لكل ركلة عودة (11.7). أنهى الموسم العادي بـ 1,104 التسرع ياردة و 13 الهبوط. كانت علامة الهبوط هي الأكثر تسجيلًا من خلال الركض للخلف في SEC في ذلك العام.  تقديراً لإنجازاته، تم اختيار ويليامز كأول فريق SEC. على الرغم من غيابه عن معظم الموسمين الأولين بسبب الإصابات، فقد احتل المرتبة الثانية في قائمة أوبورن السريعة على الإطلاق مع 3770. ساحات وراء فقط NFL وMLB نجم بو جاكسون. كان ويليامز أيضًا هو الأكثر تسرعًا في الهبوط في تاريخ أوبورن (45) وكان هدافًا في أوبورن في تاريخ المدرسة (276) نقاط). تراكمت بني 845 الاندفاع ساحات والقبض على 34 يمر 314 ساحات خلال الموسم السابق لـ Sugar Bowl. انتهى بثمانية الهبوط وتم تسميته باختيار All-SEC للفريق الثاني. 34 له كانت حفلات الاستقبال 10 أكثر مما حصل عليه في مواسمه الثلاثة الأولى مجتمعة.
على الرغم من الاهتمام المركّز على ظهور نجمي أوبورن، إلا أن الفريق تباهى أيضًا بسلسلة قادرة من أجهزة الاستقبال الواسعة أيضًا. قبل المباراة، قال بن أوبومانو، المتلقي في أوبورن، «عندما تكون لديك لعبة الجري تقوم بلعبات كبيرة ويتعين على الدفاع تحميل الصندوق (خط دفاعي) للقيام باللعب ومحاولة إيقاف اللعبة الجارية، فهذا يفتح الأمور في لعبة عابرة». بلغ متوسط عدد الياردات المارة في أوبورن أكثر من (241.4 لكل لعبة) من الجري (189.4 لكل لعبة). 

### جريمة فرجينيا للتكنولوجيا
بالتوجه إلى Sugar Bowl ، كانت جريمة Virginia Tech بقيادة قورتربك Bryan Randall ، الذي أكمل 149 من 268 يمر (55.6 في المئة) ل 1965 ياردة، 19 الهبوط، وسبعة اعتراضات. كما هرع لـ 466 ساحات ولديها سجلات مهنية للتكنولوجيا لإجمالي المخالفات وساحات المرور. 37 له البداية المتتالية هي أيضًا علامة مدرسية للاعب الوسط. في فترة ما قبل الموسم، تنافس راندال على المركز الأول في سلسلة الوسط مع ماركوس فيك حتى تم تعليق الأخير من Tech لمدة فصل دراسي بعد إدانة جنائية. في الأسابيع التي سبقت مسابقة Sugar Bowl ، حصل راندال على لقب أفضل لاعب هجومي في القسم الأول من فرجينيا من قبل Roanoke Times وحصل على لقب أفضل لاعب في ACC لهذا العام.
تميزت جريمة الاندفاع للتكنولوجيا بظهورين يتشاركان الوقت في الملعب: مايك إيموه وسيدريك هيومز. خلال الموسم العادي ، اندفع إيموه بالكرة 152 مرات 704 ياردة ، بمتوسط 4.6 ياردة لكل حمل. سجل أربعة الهبوط وسجل رقمًا قياسيًا في المدرسة لساحات الاندفاع في لعبة عندما ركض لمدة 243 ياردات في لعبة Virginia Tech ضد نورث كارولينا. كان هيومز في الملعب أقل بقليل من إيموه ، لكنه كسب 595 ياردة وخمسة هبوط على 124 عربة. التدخل الهجومي التكنولوجي كان من المتوقع أن يلعب جيمي مارتن في المباراة بعد التعافي من التواء في الكاحل.
في الفرق الخاصة ، منع جيم ديفيس من فريق Tech ثلاثة أهداف ميدانية خلال الموسم العادي ، وقام زميله داريل تاب بمنع ركلة. يعود نجاح Tech في الفرق الخاصة جزئيًا على الأقل إلى تركيز المدرب فرانك بيمر على هذا الجانب من اللعبة ، وهي إستراتيجية تُعرف باسم «Beamerball». بسبب الفطنة التكنولوجية في الفرق الخاصة ، اضطرت أوبورن لقضاء وقت إضافي في إعداد فرقها الخاصة لمواجهة Virginia Tech في Sugar Bowl.
كان Sugar Bowl بمثابة عودة للوطن لـ Tech punter Vinnie Burns ، الذي لعب كرة القدم في المدرسة الثانوية على بعد 15 ميلاً (24 كم) من ملعب مرسيدس بنز سوبردوم، موقع Sugar Bowl. بالإضافة إلى ذلك ، كان والد بيرنز ، روني بيرنز ، عضوًا في لجنة Sugar Bowl لفترة طويلة ، والتزم فيني بحضور Virginia Tech بينما كان Hokies في نيو أورلينز للعب في بطولة Sugar Bowl لعام 2000، وهي لعبة البطولة الوطنية لذلك العام 

### دفاع أوبورن
قبل لعبة Sugar Bowl ، كان لدى Auburn أعلى تصنيف دفاع في البلاد (يسمح بـ 11.2 نقطة في المباراة)، الدفاع الكلي الذي يحتل المرتبة الخامسة (يسمح بـ 269.5 إجمالي الياردات في المباراة الواحدة)، الثامنة في الدفاع التمريري (السماح لـ 163 ياردة تمريرة لكل مباراة)، والمركز 16 في دفاع الاندفاع (السماح 106.5 ياردات الاندفاع لكل لعبة). كان Cornerback Carlos Rogers أحد اللاعبين الأساسيين في الفريق الدفاعي. روجرز ، الذي فاز بجائزة جيم ثورب - التي تُمنح سنويًا لأفضل دفاعي في البلاد - حصل على تكريمات كل أمريكا بالإجماع وكان وصل إلى الدور قبل النهائي لجائزة برونكو ناجورسكي ومتأهل إلى نصف النهائي لجائزة تشاك بيدناريك، كل منها مُنح لأفضل دفاع لاعب كرة قدم جامعي في الولايات المتحدة.
خط الظهير ترافيس ويليامز كان له أكبر عدد من التدخلات في الفريق خلال الموسم العادي ، حيث أنهى المباراة بـ 76.  لقد تعادل أيضًا في المركز الثالث في الفريق في التصدي للخسارة (تسعة)، وكان لديه اعتراضان ، وكيسان ، وتم اختياره للفريق الثاني في اختيار All-SEC. 
العليا السلامة جديد Rosegreen، طالبة نهاية ستانلي ماكلوفر وصغار حارس الأنف كانت تومي جاكسون الفريق الأول يختار كل-SEC، مما يدل على أنهم كانوا أفضل اللاعبين في موقفهم في المؤتمر.  كان روزغرين خمسة اعتراضات خلال الموسم العادي ، بما في ذلك أربعة في مباراة أوبورن ضد تينيسي. أدى أداء اللعبة الواحدة إلى ربط الرقم القياسي لـ SEC وحدد الرقم القياسي لأوبورن لمعظم عمليات الاعتراض في لعبة واحدة.  أنهى جاكسون الموسم العادي برصيد 49 يعالج ، ستة تدخلات للخسارة ، وكيس واحد.
كان من المقرر أن يغيب Linebacker Antarrious Williams عن المباراة بعد خضوعه لعملية جراحية لإصلاح خلع في العظام أصيب به في مباراة Tigers ضد جورجيا. كان وليامز 44 يعالج خلال الموسم العادي ،  وحل محله ديريك جريفز في مباراة بطولة SEC. كان من المتوقع أن يقوم Graves بفعل ذلك مرة أخرى في Sugar Bowl.

### فرجينيا تك للدفاع

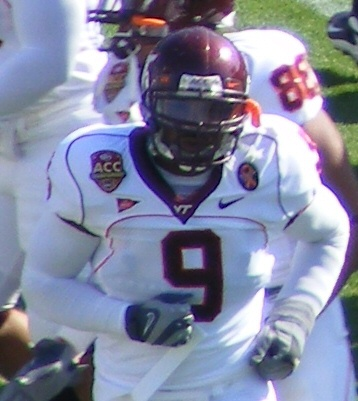
كان Linebacker Vince Hall أحد نجوم دفاع Virginia Tech.

في ختام الموسم العادي ، احتل دفاع Virginia Tech المرتبة الثالثة على الصعيد الوطني في تسجيل دفاع (12.6 النقاط المسموح بها في المباراة الواحدة)، المركز الرابع في مجموع الدفاع (269.5 مجموع الياردات المسموح بها في المباراة الواحدة) والخامسة في الدفاع التمريري (149.8 عدد الياردات المسموح بها في المباراة الواحدة). تميز دفاع Tech بوجود اثنين من لاعبي الزاوية المرموقين ، وهما جيمي ويليامز وإريك جرين ، اللذين أنهيا الموسم العادي برصيد 50 يعالج و 31 يعالج ، على التوالي. كان وليامز أيضا أربعة اعتراضات (أكثر ما في الفريق)، بما في ذلك واحدة عادت للهبوط ،  وكان اسمه الفريق الأول All-ACC. في غضون ذلك ، كان لدى جرين اعتراض واحد. أشاد كورتني تايلور ، جهاز استقبال على نطاق واسع في أوبورن ، باللاعبين بشكل كبير في مقابلة قبل المباراة ، قائلاً: «هذه الركلات الركنية مذهلة بالنسبة لي في كل مرة أنظر إليها. أعتقد ،» يا إلهي ، هؤلاء الرجال رياضيون للغاية. «سنملأ أيدينا». 
كان لاعب خط الوسط ميكال باقي أول من لعب مع الفريق ، مسجلاً 63 خلال الموسم العادي. وجاء زميله الظهير فينس هول في المرتبة الثانية برصيد 62. 
على الخط الدفاعي ، تم اعتبار التدخل الدفاعي جوناثان لويس لاعبًا رئيسيًا. على الرغم من محدودية فريق العمل الذي يحمي إصبعًا مكسورًا مصابًا خلال مباراة Virginia Tech ضد فرجينيا ، كان من المتوقع أن يستمر لويس في الأداء الجيد. في طريقه إلى Sugar Bowl ، كان لدى لويس 38 معالجة ، بما في ذلك 10 يعالج الخسارة وأربعة أكياس. كان أيضًا على الخط الدفاعي داريل تاب ، الذي قاد الفريق في أكياس ، ومعالجة الخسارة ، وسرعة قورتربك. حصل تاب الفريق الأول يكرم جميع-ACC  وكان 55 يعالج واعتراض واحد خلال الموسم العادي.

## ملخص اللعبة

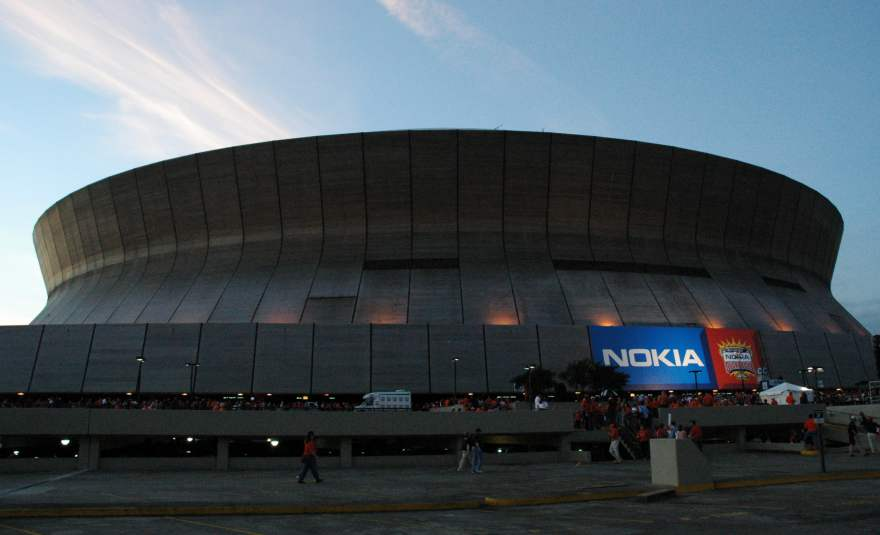
لويزيانا سوبر دوم ، موطن شوجر باول 2005، كما يظهر عند غروب الشمس في يوم المباراة

بدأ مهرجان Sugar Bowl لعام 2005 في الساعة 8:00 مساء EST في 3 يناير 2005، في نيو أورلينز، لويزيانا. تم تسجيل الحضور الرسمي على أنه 77349. مايك تيريكو، تيم برانت، تيري بودين، وسوزي شوستر كانوا مذيعين للبث التلفزيوني ، الذي تم بثه على ABC. حوالي 10 شاهدت مليون أسرة اللعبة على شاشة التلفزيون في الولايات المتحدة ، مما منح اللعبة تصنيف Nielsen البالغ 9.5 مما يجعلها اللعبة رقم 24 الأكثر شعبية في بطولة Bowl Championship Series من حيث تقييمات التلفزيون. تم بث اللعبة أيضًا على راديو ESPN ، وعلق عليها مارك جونز وبوب ديفي وهولي رو. وفضل المراهنون المنتشرون على أوبورن للفوز بالمباراة بسبع نقاط.
تم تقديم الترفيه Pregame من قبل Bowl Games of America ، وهي مجموعة تتألف من أكثر من 2000 فرقة للفنون المسرحية وفرق رقص ومجموعات مبهجة من جميع أنحاء الولايات المتحدة. معا ، قاموا بأداء أغنية «بارك الله في أمريكا». غنى براد أرنولد من فرقة 3 دورز داون ، الغناء التقليدي للنشيد الوطني. كان ديك هونيغ هو الحكم، وكان الحكم جيم كروغستاد ، وكان مساعد الحكم برنت دوربين.

### الربع الأول
بعد القرعة الاحتفالية للعملة قبل المباراة ، اختار أوبورن الانطلاق إلى Virginia Tech لبدء اللعبة ، مما يضمن امتلاك النمور لبدء الشوط الثاني. بدأت Tech أول محرك للعبة من خط 20 ياردة بعد لمسها . نجح فريق Hokies في البداية في تحريك الكرة ، حيث اندفع لاعب الوسط بريان راندال لمسافة سبع ياردات في أول مباراة في اللعبة ، ثم أكمل تمريرة من أربع ياردات إلى المتلقي العريض إيدي رويال لعب مرتين لاحقًا لأول مرة. تعافى دفاع أوبورن ، ومع ذلك ، لم يكتسب الهوكي مرة أخرى واضطروا إلى اللعب . استعاد أوبورن الكرة وبدأ مسيرته الأولى في اللعبة من خط 26 ياردة. في المباراة الأولى للنمور ، ألقى لاعب الوسط جايسون كامبل تمريرة طويلة إلى كوبر والاس لمدة 35 ياردات. أعقب ذلك مسرحية طويلة أخرى حيث ركض روني براون لمدة 31 ياردات. بعد الصدمة الأولية من هجوم أوبورن ، ثبّت دفاع Virginia Tech ، وتوقفت مسرحيات أوبورن الثلاث التالية بسبب الخسائر أو المكاسب القليلة. تواجه أسفل الرابع في جامعة فرجينيا للتكنولوجيا الست ياردات الخط، أرسلت صحراء في كيكر جون فون، الذي ركل 23 فناء مجال هدف للحصول على نقاط المباراة الأولى. مع بقاء 8:35 في الربع الأول ، تقدمت أوبورن في وقت مبكر 3-0.
بعد انطلاق الهدف بعد المباراة ، حاولت جريمة Virginia Tech الرد على النتيجة السريعة لأوبورن. لسوء الحظ بالنسبة لـ Hokies ، فإن قيادتهم الثانية كانت أسوأ من الأولى. ارتكب Tech ضربة جزاء من 10 ياردات ، وخسر ثماني ياردات في مسرحية ، ثم اعترض تمريرة براين راندال من قبل سلامة أوبورن جونيور روزجرين. أعاد Rosegreen الكرة 31 ياردة ، ووضع هجوم Auburn في موقع ميداني جيد لمحركته الثانية في اللعبة. عانى أوبورن أيضًا من ركلة جزاء مبكرة في رحلته ، لكنه حرك الكرة بمسرح طويل آخر - تمريرة من 23 ياردة إلى كورتني تايلور - للتعافي. مرة أخرى ، ومع ذلك ، تعافى دفاع Virginia Tech لإجبار Auburn على الهبوط الرابع ومحاولة المرمى الميدانية. عاد فون إلى الميدان وركل 19 ياردة هدفًا ميدانيًا ، مما أعطى أوبورن تقدمًا 6-0 مع بقاء 1:06 في الربع. 
مع نفاد الوقت في ربع السنة ، قامت Virginia Tech بإشراك البداية بعد التسجيل وتنفيذ سلسلة سريعة من المسرحيات ، وحصلت على أول خسارة قبل نفاد الوقت. في نهاية الربع الأول ، احتل أوبورن تقدمًا مبكرًا 6-0. 

### الربع الثاني
بدأت Virginia Tech الربع الثاني بحيازة الكرة والقيادة في الملعب. أكمل Bryan Randall تمريرة 10 ياردات لأسفل مرة أخرى ، ولكن بعد فشل Tech في الحصول على أخرى ، اضطر Hokies إلى الركض. ردت أوبورن بالمثل من خلال الذهاب بثلاثة وخروج وإعادة الكرة إلى Virginia Tech. في أول قيادة كاملة لها في الربع الثاني ، حقق فريق Hokies أفضل قيادة لهم في الشوط الأول. بعد أن ألغيت عقوبة معاقبة عودة ركلة البداية الطويلة ، بدأت Tech في خط 24 ياردة. أكمل راندال تمريرة تسع ياردات لنهاية ضيقة جيف كينج ، ثم ركض لتسعة ياردات أخرى في تدافع قورتربك. تابع الشوط الأول بإكمال ثلاث تمريرات طويلة متتالية من 16 ياردة ، 13 ياردة و 31 ياردة ، على التوالي. الممر الأخير ، إلى المتلقي الواسع جوش هايمان ، قاد Virginia Tech داخل خط Auburn المكون من ياردتين. هناك ، ومع ذلك ، تعثرت جريمة التكنولوجيا. في ثلاث مباريات ، فشل Tech في عبور خط المرمى ، وربح ساحة واحدة فقط في هذه العملية. في مواجهة المركز الرابع وتحتاج إلى ساحة واحدة فقط للهبوط ، اختار فرانك بيمر ، مدرب Virginia Tech ، محاولة الحصول على الهبوط ، بدلاً من إرسال ركله لمحاولة تصويب ميداني. لم تكتمل محاولة راندال لمس الكرة ، وقامت Virginia Tech بتحويل الكرة إلى أسفل دون تسجيل أي نقاط.
استحوذت جريمة أوبورن على خطها المكون من ياردة واحدة بعد فشل Tech في التسجيل. نظم جايسون كامبل حملة ناجحة أخذت أوبورن من ظل منطقة النهاية الخاصة بها ، وأكملت تمريرات من 16 ياردة ، 15 ياردة و 37 ياردة في هذه العملية. داخل المنطقة الحمراء في Virginia Tech ، تعثرت جريمة أوبورن مرة أخرى. كما حدث في قيادتي التسجيل السابقتين ، أُجبرت أوبورن على إرسال لاعب الركل جون فون على الرغم من وجوده داخل خط فيرجينيا تك 10 ياردة. نجحت ركلة فون من 24 ياردة ، ومع بقاء 1:50 في الربع الثاني ، وسعت أوبورن تقدمها إلى 9-0. 
مع بقاء القليل من الوقت قبل نهاية الشوط الأول ، استخدمت Virginia Tech جريمة التعجيل . أكمل راندال تمريرة من 23 ياردة إلى إيدي رويال وركض لمدة 22 ياردات من تلقاء نفسه ، لكنه ألقى ثلاث تمريرات متتالية غير مكتملة لإنهاء القيادة. اضطر Tech إلى دفع الكرة بعيدًا ، وانتهى الشوط الأول. في الشوط الأول ، قاد أوبورن ، 9-0. 

### نصف الوقت
تم تقديم عرض نهاية الشوط الأول من قبل Bowl Games of America ، وهي مجموعة من فرق الرقص والفرق المسيرة وفرق التشجيع من جميع أنحاء الولايات المتحدة. قدمت المنظمتان معًا عرضًا مستوحى من القراصنة يستند إلى شخصية جان لافيت، وهو قاطع طريق معروف عاش في نيو أورلينز - موقع اللعبة - خلال حرب عام 1812 . 

### الربع الثالث
لأن Virginia Tech تلقت الكرة لبدء المباراة ، استلم أوبورن الكرة لبدء الشوط الثاني. بدأ النمور القيادة الأولى من الشوط الثاني على خط 22 ياردة. قام كارنيل ويليامز وروني براون بالتناوب مع اكتساب أوبورن 17 ياردة في أول ثلاث مسرحيات. أكمل جيسون كامبل تمريرة لخسارة خمس ياردات ، ثم في المسرحية الخامسة من محرك الأقراص ، أكمل تمريرة 53 ياردة إلى أنتوني ميكس. كانت التمريرة هي أطول لعبة في اللعبة ، وقادت النمور داخل المنطقة الحمراء في Virginia Tech. بعد ذلك بثلاث مسرحيات ، اتصل كامبل بـ Devin Aromashodu في تمريرة من خمس ياردات لأول هبوط في اللعبة. مع بقاء 10:39 في الربع الثالث ، تقدمت أوبورن 16-0.
بعد انطلاق أوبورن ، بدأت Virginia Tech قيادتها الأولى في النصف الثاني من خط 20 ياردة. وبتراجع 16 نقطة ، احتاجت التقنية للتسجيل. حقق Hokies هزيمة سريعة في البداية ، لكن ركلة جزاء من خمس ياردات وكيس من Bryan Randall منعت Tech من اكتساب آخر. تم إجبار Hokies على الرمي ، وتولت أوبورن على خط 44 ياردة. على الرغم من امتلاكهم موقعًا ميدانيًا جيدًا ، فقد ذهب النمور ثلاث مرات وخرجوا. بعد ركلة المقامرة ، ردت Virginia Tech بالمثل أيضًا بالذهاب لثلاثة وخروج. مع بقاء 3:47 في الربع ، بدأت أوبورن حملة هجومية من خط 35 ياردة. لكن منذ بداية الحملة ، واجه النمور مشاكل. كانت المسرحية الأولى لمحرك أوبورن عبارة عن ركلة جزاء تبلغ 10 ياردات ضد النمور. أسفر الثاني عن خسارة ساحة واحدة بواسطة روني براون ، الذي حاول الاندفاع عبر منتصف الخط الدفاعي . في المسرحية الثالثة ، اعترض ظهير فرجينيا تك جيمي ويليامز تمريرة خاطئة من جيسون كامبل. على الرغم من أن ويليامز لم يكن قادرًا على التقدم بالكرة ، إلا أن الهوكي ما زالوا يسيطرون على الهجوم ، ومع بقاء 2:38 في الربع ، كان لديهم أفضل مركز لهم منذ الشوط الأول. 
نتج عن اللعب الأول لـ Tech drive زيادة في 12 ياردة حيث اندفع Josh Hyman لمسافة 12 ياردة وهبوط أول مرة في النهاية . تم إيقاف تشغيل Cedric Humes للخسارة في المسرحية الأولى بعد اندفاع Hyman ، لكنه ربح 10 ياردات على اندفاعين متتاليين ، وإنشاء رابع لأسفل. تحتاج إلى ساحة واحدة للأسفل أولًا ، خلفها بمقدار 16 من النقاط ، ومع مرور الوقت في الربع ، اختار فرانك بيمر ، مدرب فريق Tech ، محاولة أول لعبة لأسفل بدلاً من ركلة مرمى ميداني. هاجم هيومز الكرة مرة أخرى ، ومع نفاد الوقت في الربع الثالث ، التقط أرضية كافية لأول مرة. مع بقاء ربع اللعب المتبقي ، قاد أوبورن فريق Virginia Tech 16-0، لكن Hokies التقط أول هبوط داخل خط Auburn 10 ياردات لبدء الربع الرابع. 

### الربع الرابع
بدأت Virginia Tech الربع الرابع بحيازة الكرة ، وتواجه أول هبوط على خط أوبورن 10 ياردات. ومع ذلك ، في ثلاث مسرحيات متتالية ، التقط الهوكي ما مجموعه أربعة ياردات فقط. بحاجة إلى ست ياردات للحصول على الهبوط ، أرسلت Virginia Tech في الركلة براندون بيس لمحاولة هدف ميداني من 23 ياردة. على الرغم من المسافة القصيرة ، أضاع بيس الركلة. مع بقاء 13:56 في المباراة ، لا يزال أوبورن يتقدم 16-0.
بعد الهدف الميداني الضائع ، تولى أوبورن السيطرة على خط الهجوم الذي يبلغ طوله ستة ياردات - وهي النقطة التي أضاع فيها Tech الركلة. التقط روني براون مسافة 13 ياردة ونزول أولًا على ثلاث سباقات. ثم التقط كارنيل ويليامز ثلاث ياردات ، وألقى جيسون كامبل تمريرة من سبع ياردات أعطت أوبورن مرة أخرى لأسفل. ركلة جزاء من خمس ياردات ضد Virginia Tech دفعت هجوم أوبورن بالقرب من خط الوسط ، وعاد روني براون إلى الملعب ، مسرعًا بالكرة أربع مرات متتالية لمدة 16 ساحات وقيادة النمور إلى منطقة Virginia Tech. في مواجهة رابع لأسفل وساحة واحدة ، اختار أوبورن إعطاء الكرة لبراون مرة أخرى. على ياردة واحدة المدى، ومع ذلك، براون تلمس الكرة، الذي تعافى من Mikal Baagee جامعة فرجينيا للتكنولوجيا مع 8:38 المتبقية. 
جاء هجوم Virginia Tech إلى الملعب في حاجة ماسة للتسجيل بسرعة. على الرغم من أن العجز كان 16 فقط نقطة ، ويمكن تعويضها عن طريق لمسقطتين وتحويلين من نقطتين ، فإن الوقت المحدود المتبقي يعني أن المهمة ستكون صعبة ، حتى لو سجلت Virginia Tech نقاطًا بسرعة. بدأ Hokies القيادة بتمريرة 17 ياردة بواسطة قورتربك براين راندال. اندفع جاستن هاميلتون لخمسة ياردات ، وأكمل راندال تمريرة ستة ياردات لأسفل آخر. ساعد النمور الأمور من خلال ارتكاب عقوبة 15 ياردة ، والتي وضعت Hokies داخل إقليم أوبورن. بعد ذلك بثلاث لعبات ، استغل راندال الفرصة بإكمال تمريرة من 29 ياردة إلى جوش مورغان للهبوط ونقاط Hokies الأولى في اللعبة. حاولت Tech إجراء تحويل من نقطتين ، لكن محاولة التمرير لم تكتمل. مع بقاء 6:57، تراجعت شركة Virginia Tech الآن 16–6. 
بعد تلقي ركلة البداية بعد الهبوط ، بدأ أوبورن في نفاد عقارب الساعة . فشل النمور في التقاط أول ضربة ، وبعد أن خرجوا بثلاثة وخرجوا ، أرسلوا الكرة إلى Virginia Tech. بدأ Hokies قيادتهم على خط 2 ياردة ، وبدأ Randall بنجاح بإكمال تمريرة 20 ياردة ، مسرعًا لمدة 10 ياردات ، ثم إكمال تمريرة من خمس ياردات لتقريب Hokies بالقرب من خط الوسط. في المسرحية الرابعة من محرك الأقراص ، تم اعتراض راندال من قبل ديريك جريفز من أوبورن. بدأ النمور ، هجومهم مرة أخرى في الميدان ، في نفاد الساعة مرة أخرى. حاولت Tech مقاطعة إدارة ساعة Auburn عن طريق استدعاء المهلات بعد كل لعبة ، وإيقاف الساعة مع كل مهلة. أجبرت Virginia Tech أوبورن على اللعب بثلاثة وخرج ، وسدد النمور الكرة مرة أخرى مع بقاء 2:13. 
بعد أن تدحرجت الكرة في منطقة النهاية من أجل لمسها ، بدأت Virginia Tech قيادتها النهائية في خط 20 ياردة. في المسرحية الأولى لمحرك الأقراص ، أكمل Bryan Randall تمريرة لمس 80 ياردة إلى Josh Morgan. النتيجة بالإضافة إلى النقطة الإضافية قلص تقدم أوبورن إلى 16-13. مع استنفاد الوقت تقريبًا في اللعبة ، اضطرت Virginia Tech إلى محاولة تنفيذ ركلة جانبية من أجل الحصول على فرصة للحصول على قيادة هجومية أخرى. نظرًا لأن Hokies قد استخدموا مهلاتهم النهائية لإيقاف الساعة على محرك Auburn السابق ، فإن Auburn سيكون حراً في نفاد الدقائق الأخيرة من اللعبة. على الرغم من آمال Virginia Tech في الحصول على معجزة في الثانية الأخيرة ، استعاد نمور أوبورن الركلة ، مما سمح لهم بتنفيذ عقارب الساعة وتحقيق نصر 16-13. 

## الإحصائيات النهائية
|                  | AU     | VT    |
| ---------------- | ------ | ----- |
| 1st داونز        | 14     | 19    |
| إجمالي ياردات    | 299    | 375   |
| ياردات           | 189    | 299   |
| ساحات التسرع     | 110    | 76    |
| ضربات الجزاء     | 4 - 35 | 7-57  |
| 3 أسفل التحويلات | 6-15   | 3-12  |
| 4 أسفل التحويلات | 0–0    | 1-2   |
| تحولات           | 2      | 2     |
| وقت الحيازة      | 26:26  | 33:34 |

أكمل لاعب الوسط في أوبورن جيسون كامبل 11 تمريرة من أصل 16 مقابل 189 ساحات وهبوط واحد واعتراض واحد ،  وتم اختياره كأفضل لاعب في اللعبة.  على الرغم من أدائه ، لم يكن أفضل هداف في فريقه ولا أفضل أداء في اللعبة بشكل عام. نجح لاعب الركلة في أوبورن ، جون فون، في جميع محاولات التصويب الميدانية الثلاث ، ونجح أيضًا في ركلته الوحيدة من النقاط الإضافية في اللعبة ، مما أدى إلى تسجيل 10 أهداف. نقاط أوبورن. على الجانب الآخر من الكرة ، أكمل لاعب الوسط في فرجينيا تك براين راندال 21 من أصل 38 يمر 299 ياردات ، وهبوطان ، واعتراضان. أخطأ لاعب ركلة فرجينيا تك براندن بيس محاولته الوحيدة لتسجيل الأهداف في اللعبة ، وهي ركلة من 23 ياردة.
على الأرض ، قاد أوبورن الذي كان يركض للخلف روني براون جميع المندفعين برصيد 68 ياردة في 14 يحمل. في المرتبة الثانية كان كارنيل ويليامز من أوبورن، الذي كسب 61 ياردة على 19 يحمل. كان براين راندال هو صاحب المداعبة الرائد لهوكي ، حيث جمع 45 ياردات على تسع عربات. أوقف دفاع أوبورن لاعبو فريق Tech ، وهما مايك إيموه وسيدريك هيومز ، وتمكنوا من 26 فقط ياردة على 12 مجتمعة يحمل.  أنهى جوش مورغان ، المتلقي الواسع من Virginia Tech ، اللعبة بثلاث حفلات استقبال مقابل 126 ياردة واثنين من الهبوط ، مما يجعله جهاز الاستقبال الأكثر إنتاجًا في اللعبة. وجاء كورتني تيلور من أوبورن في المركز الثاني برصيد خمسة أهداف مقابل 87 ياردات ، وجاء جوش هايمان من Tech في المركز الثالث بخمس مرات صيد بـ 71 ياردات.
بالنسبة للدفاع ، كان ظهير Virginia Tech جيمي ويليامز هو الأفضل أداءً. كان لدى ويليامز 10 يعالج ، بما في ذلك 3.5 يعالج الخسارة واعتراض واحد. تلقى ميكال باكي من Tech ثماني تدخلات وتعافي واحد ، مما جعله ثاني أفضل المهاجم في اللعبة. كان مدافع أوبورن ديريك جريفز أكثر المهاجمين إنتاجًا للنمور ، حيث قام بسبع تدخلات واعتراض أحد تمريرة بريان راندال الخاطئة. ثلاثة لاعبين كان لديهم كيس واحد - اثنان لفيرجينيا تيك وواحد لأوبورن.

## تأثيرات ما بعد اللعبة
بهذا الفوز ، أنهى أوبورن الموسم دون هزيمة ، برصيد 13 يفوز وصفر خسائر. أعطتها خسارة Virginia Tech رقما قياسيا نهائيا من 10-3.
أعطى الفوز مشجعي أوبورن الأمل في أنه إذا فازت أوكلاهوما بلعبة بطولة BCS الوطنية لعام 2005 ، فسوف ينتج عن ذلك بطولة وطنية مقسمة. بموجب العقد ، يتم التصويت للفائز في لعبة BCS National Championship Game في استطلاع المدربين USA Today. في المقابل ، لا يوجد مثل هذا التقييد في استطلاع أسوشيتد برس. أدى هامش انتصار أوبورن الضئيل على التكنولوجيا إلى وضع احتمال تقسيم اللقب الوطني موضع شك ، وإن لم يكن بعيد المنال. انتصار USC في 55-19 على أوكلاهوما ،  جعل من المرجح أن يكون USC هو الخيار الساحق للمركز الأول. عندما تم إصدار الاستطلاعات النهائية لكرة القدم الجامعية لهذا الموسم ، تم التصويت على USC في المرتبة الأولى بهامش كبير ، على الرغم من أن ثلاثة ناخبين في استطلاع Associated Press صوتوا على Auburn أولاً. بعد أكثر من ثلاث سنوات من المباراة ، صنف كاتب الرياضة في ESPN تيد ميلر اللعبة في المرتبة الثانية على قائمته الخاصة بضحايا نظام BCS ، خلف USC الذي تم استبعاده من لعبة البطولة في عام 2003.
خسر النمور 18 لاعبين بسبب التخرج ،  والعديد من الناشئين تم انتخابهم لدخول مشروع 2005 NFL أيضًا. خلال الجولة الأولى من المسودة ، تم اختيار أربعة لاعبين في أوبورن: روني براون ، مع الاختيار العام الثاني ، كارنيل ويليامز (الخامس)، كارلوس روجرز (التاسع)، وجيسون كامبل (المركز الخامس والعشرون). اختيرت Virginia Tech ثلاثة لاعبين في مسودة عام 2005: إريك جرين (75) وفنسنت فولر (108) وجون دن (217). ساعد ظهور Virginia Tech في Sugar Bowl جهود التجنيد في ولاية فرجينيا ، حيث تعهد ثمانية من كبار المجندين في الولاية (مرتبة من قبل صحيفة Roanoke Times)، بحضور Tech.
ضخ المشجعون الزائرون لأوبورن وفيرجينيا تك عشرات الملايين من الدولارات في اقتصاد نيو أورلينز، على الرغم من ارتفاع تكاليف الطعام والسفر والإقامة التي أجبرت بعض المعجبين على تخفيض الإنفاق التقديري أثناء رحلاتهم.